# Swiss Open Gstaad 1982
Lo Swiss Open Gstaad 1982 è stato un torneo di tennis giocato sulla terra rossa. È la 68ª edizione dell'Swiss Open, che fa parte del Volvo Grand Prix 1982. Si è giocato al Roy Emerson Arena di Gstaad in Svizzera, dal 5 all'11 luglio 1982.

## Campioni

### Singolare
José Luis Clerc ha battuto in finale  Guillermo Vilas con il punteggio di 6–1, 6–3, 6–2

### Doppio
Sandy Mayer /  Ferdi Taygan hanno battuto in finale  Heinz Günthardt /  Markus Günthardt con il punteggio di 6–2, 6–3